# Zlatá Olešnice (kraj liberecki)
Zlatá Olešnice – gmina w Czechach, w powiecie Jablonec nad Nysą, w kraju libereckim.
1 stycznia 2017 gminę zamieszkiwały 504 osoby, a ich średni wiek 43,1 roku.